# Franco Giraudo
Franco Giraudo (Gassino Torinese, 23 luglio 1928) è un ex calciatore e allenatore di calcio italiano, di ruolo centrocampista.

## Biografia
È il nonno di Federico Giraudo, anch'egli calciatore.

## Carriera

### Giocatore
Mezzala, debutta nelle serie minori con lo Sparta Novara. Nel 1947 lo ingaggia il Novara, che lo gira in prestito prima alla Pro Patria e poi all'Omegna; nel campionato di Serie B 1948-1949 milita in prestito nelle file dell'Alessandria, con cui debutta nella serie cadetta. Rientrato al Novara, debutta nella massima serie l'11 settembre 1949, nella sconfitta interna subita ad opera della Triestina, collezionando in tutto 3 presenze in Serie A. A fine stagione viene convocato nella Nazionale Militare, con cui partecipa ai campionati europei dell'Aia, vincendo la finale contro il Belgio, partita nella quale realizza una rete.
Nel 1950 torna per una stagione in prestito all'Alessandria, nel frattempo retrocesso in Serie C: realizza 13 reti in 27 partite, risultando il miglior marcatore della squadra, che si classifica al quarto posto nella stagione 1950-1951, pur subendo un grave infortunio al ginocchio. L'anno successivo passa ancora in prestito alla Salernitana, in Serie B, dove, condizionato dai postumi dell'infortunio, trova meno spazio, realizzando 5 reti in 15 partite.
Nel 1952 fa rientro al Novara, con cui disputa una sola partita nel campionato di Serie A 1952-1953, prima di passare nuovamente in prestito nelle serie inferiori: nel dicembre dello stesso anno si trasferisce alla Sanremese, in Serie C, mentre nella stagione 1953-1954 veste la maglia del Piacenza. In Emilia non trova spazio da titolare, disputando 13 partite di campionato; nella partita contro il Parma, persa per 3-0, subentra in porta al titolare Menta (espulso), subendo un gol. A fine stagione rientra al Novara, che nel novembre successivo lo cede alla Biellese, in IV Serie, sempre in prestito.
Nel campionato di IV Serie 1955-1956 milita nel Lecce; in seguito torna definitivamente in Piemonte, militando in numerose formazioni dilettantistiche (Verbania, Galliate e di nuovo Omegna). Chiude la carriera come allenatore-giocatore, nella Gallaratese, in Serie D, ancora nell'Omegna e nella Cossatese.

### Allenatore
Smessi definitivamente i panni del calciatore, siede sulla panchina del Novara nel campionato 1964-1965, affiancando il direttore tecnico Giuseppe Molina e conquistando la promozione in Serie B; rimane al Novara fino al 1968, quando insieme a Molina viene sostituito da Camillo Achilli. Nel campionato di Serie D 1968-1969 è alla guida del Casale, e in seguito affianca nuovamente Molina sulla panchina della Biellese.
Nelle annate successive allena Vigevano, Omegna, Gozzano e le giovanili del Novara, prima di essere chiamato al Trecate, tra i dilettanti piemontesi. L'anno successivo passa all'Iris Borgoticino, in Serie D, venendo esonerato a novembre.
Nel 1981 torna a Trecate come direttore sportivo.

## Palmarès

### Giocatore

#### Club

##### Competizioni regionali
- Prima Categoria: 1

Omegna: 1959-1960

#### Nazionale
- Campionati mondiali militari di calcio: 1

1950

### Allenatore

#### Competizioni nazionali
- Campionato italiano Serie C: 1

Novara: 1964-1965